# Adrian (Oregon)
Adrian az Amerikai Egyesült Államok északnyugati részén, Oregon állam Malheur megyéjében, a Kígyó- és Owyhee-folyók találkozásánál, az ontariói agglomerációban helyezkedik el. A 2010. évi népszámláláskor 177 lakosa volt. A város területe 0,62 km², melynek 100%-a szárazföld.
A településnek egy általános- és középiskolája (Adrian Elementary and Middle School), valamint egy gimnáziuma (Adrian High School) van, amelyek az Adriani Iskolakerület alá tartoznak.
Számos jelentősebb útnak is Adrian a kezdő- vagy végpontja, vagy áthaladnak a településen. Ezek az idahói 18-as, valamint az oregoni 201-es, 452-es 453-as és 454-es utak.

## Történet
Az Oregon Short Line Railroad 1913-ban a megye ezen részén szárnyvonalat létesített. A Kígyó-folyó keleti oldalán már létezett egy Riverview nevű település; mivel nem akarták a nyugati oldalon épített vasútállomásnak is ezt a nevet adni, Reuben McCreary telepes javaslatára azt Adriannak nevezték el; McCreary a nevet szülővárosa, az illinoisi Adrian tiszteletére választotta.
A helyi postahivatal 1911-ben létesült, de 1915-ben a folyó mentén áthelyezték, majd 1919-ben Adrianra nevezték át. Korábbi elméletek szerint a név James Adrian báránytenyésztőre utal, de ő csak 1916-ban költözött ide.
A közösség az oregoni ösvény déli kerülőútján található, amit azért létesítettek, hogy kikerülhessék a Kígyó-folyót.

## Éghajlat
A város éghajlata a Köppen-skála szerint félszáraz (BSk-val jelölve). A legcsapadékosabb a december–január, a legszárazabb pedig a július–augusztus közötti időszak. A legmelegebb hónap július, a leghidegebb pedig január.
| Hónap                                   | Jan.  | Feb.  | Már.  | Ápr. | Máj. | Jún. | Júl. | Aug. | Szep. | Okt. | Nov.  | Dec.  | Év    |
| --------------------------------------- | ----- | ----- | ----- | ---- | ---- | ---- | ---- | ---- | ----- | ---- | ----- | ----- | ----- |
| Rekord max. hőmérséklet (°C)            | 21,0  | 19,0  | 28,0  | 35,0 | 37,0 | 43,0 | 44,0 | 42,0 | 39,0  | 37,0 | 24,0  | 22,0  | 44,0  |
| Átlagos max. hőmérséklet (°C)           | 3,2   | 7,6   | 13,6  | 19,2 | 24,0 | 28,6 | 34,3 | 33,1 | 26,9  | 19,7 | 10,4  | 4,6   | 18,8  |
| Átlaghőmérséklet (°C)                   | −1,7  | 1,9   | 6,2   | 10,9 | 15,4 | 19,8 | 24,2 | 22,3 | 17,0  | 10,9 | 3,9   | −0,2  | 10,9  |
| Átlagos min. hőmérséklet (°C)           | −6,6  | −3,8  | −1,3  | 2,6  | 6,8  | 11,0 | 14,1 | 12,6 | 7,0   | 2,1  | −2,7  | −4,9  | 3,1   |
| Rekord min. hőmérséklet (°C)            | −34,0 | −26,0 | −13,0 | −8,0 | −4,0 | −1,0 | 3,0  | −1,0 | −9,0  | −9,0 | −18,0 | −37,0 | −37,0 |
| Átl. csapadékmennyiség (mm)             | 29    | 22    | 17    | 19   | 22   | 21   | 5    | 7    | 11    | 18   | 23    | 26    | 220   |
| Forrás: Western Regional Climate Center |       |       |       |      |      |      |      |      |       |      |       |       |       |

## Népesség

### 2010
A 2010-es népszámláláskor a városnak 177 lakója, 70 háztartása és 45 családja volt. A népsűrűség 285,5 fő/km2. A lakóegységek száma 78, sűrűségük 125,8 db/km2. A lakosok 89,8%-a fehér,  0,6%-a indián, 1,1%-a ázsiai,  2,8%-a egyéb, 5,6%-a pedig kettő vagy több etnikumú. A spanyol vagy latino származásúak aránya 27,1% (27,1% mexikói,   )
A háztartások 25,7%-ában élt 18 évnél fiatalabb. 55,7% házas, 7,1% egyedülálló nő, 1,4% egyedülálló férfi, 35,7% pedig nem család. 27,1% egyedül élt; 17,1%-uk 65 éves vagy idősebb. Egy háztartásban átlagosan 2,53 személy élt; a családok átlagmérete 3,2 fő.
A medián életkor 44,4 év volt. A város lakóinak 22%-a 18 évesnél fiatalabb, 6,2% 18 és 24 év közötti, 24,2%-uk 25 és 44 év közötti, 24,8%-uk 45 és 64 év közötti, 22,6%-uk pedig 65 éves vagy idősebb. A lakosok 49,2%-a férfi, 50,8%-a pedig nő.

### 2000
A 2000-es népszámláláskor  a városnak 147 lakója, 59 háztartása és 38 családja volt. A népsűrűség 237,1 fő/km2. A lakóegységek száma 66, sűrűségük 106,5 db/km2. A lakosok 85,03%-a fehér,  0,68%-a indián,   10,88%-a egyéb-, 3,4%-a pedig kettő vagy több etnikumú. A spanyol vagy latino származásúak aránya 14,97% (12,2% mexikói,   2,7% pedig egyéb spanyol/latino származású.)
A háztartások 25,4%-ában élt 18 évnél fiatalabb. 52,5% házas, 11,9% egyedülálló nő; 33,9% pedig nem család. 30,5% egyedül élt; 13,6%-uk 65 éves vagy idősebb. Egy háztartásban átlagosan 2,49 személy élt; a családok átlagmérete 3,21 fő.
A város lakóinak 25,9%-a 18 évesnél fiatalabb, 9,5% 18 és 24 év közötti, 22,4%-uk 25 és 44 év közötti, 21,8%-uk 45 és 64 év közötti, 20,4%-uk pedig 65 éves vagy idősebb. A medián életkor 38 év volt. Minden 100 nőre 72,9 férfi jut; a 18 évnél idősebb nőknél ez az arány 84,7.
A háztartások medián bevétele 30 000 amerikai dollár, ez az érték családoknál $38 438. A férfiak medián keresete $31 250, míg a nőké $26 667. A város egy főre jutó bevétele (PCI) $10 740. A családok 17,8%-a, a teljes népesség 8%-a élt létminimum alatt; a 18 év alattiaknál ez a szám 3,1%, a 65 évnél idősebbeknél pedig 22,5%.

## Fordítás
- Ez a szócikk részben vagy egészben  az   Adrian, Oregon című angol Wikipédia-szócikk ezen változatának fordításán alapul.  Az eredeti cikk szerkesztőit annak laptörténete sorolja fel. Ez a jelzés csupán a megfogalmazás eredetét és a szerzői jogokat jelzi, nem szolgál a cikkben szereplő információk forrásmegjelöléseként.